# Farkas Imre (püspök)
Köveskúti Farkas Imre (Zámoly, 1788. augusztus 9. – Székesfehérvár, 1866. január 7.) székesfehérvári püspök, valódi belső titkos tanácsos, költő.

## Élete
Tanulmányait Székesfehérvárott, Tatán, Szombathelyen és Pesten végezte. Az egyházi pálya iránti vonzalma előbb (1804. szeptember 25.-én Trencsénben) a Piarista rend, utóbb (1808.) a fehérvári püspöki megye növendékei közé vezette. A hittudományokat Pesten hallgatta, ahol a bölcseletdoktori oklevelet is elnyerte. 1813-ban misés pappá szenteltetett föl és a fehérvári papnevelő tanfelügyelőjévé neveztetett ki. Ezen állomását három év múlva a váli plébániával cserélte föl, ahol 13 évig működött. 1833-ban ismét visszatért Székesfehérvárra, ahol a város megválasztotta lelkészévé; két év múlva kanonok és papnevelői igazgató, 1837-ben pedig b. Szűz ábrahámi címzetes apát lett. 1851-ben I. Ferenc József Székesfehérvár püspökévé nevezte ki.

## Munkái
- Monumentum pietatis quod dilectissimo parenti Emerico Farkas ipsis nonis Novembris festum divi patroni recolenti posuit anno 1807. Hely n. (költemény)
- Elegia quam honoribus excell., illustr. ac rev. dni Nicolai Milassin Alba-Regalensium episcopi… dum annuam divi patroni solennitatem VIII. Idus Decembris a. r. s. 1808. recoleret posuit. E clero juniore t. Dioeceseos Alba-Regalensis, philosophis in Regio Sabariensi Lyceo audita. Sabariae
- Főtisztelendő Simonyi Pál úrnak neve ünnepén. Székesfehérvár, 1812 (költemény, névtelenül)
- Viro clarissimo… Josepha Peregero…Székesfehérvár 1812 (költemény, névtelenül)
- Nagyságos és Főtiszt. Nagy Pál úrnak… Székesfehérvár 1812 (költ.)
- Nagy jelességű és tiszt. Májer József úrnak. Istenes tudományok I. és II. éves hallgatói. Székesfehérvár, 1812 (költ.)
- Nagy jelességű és tiszt. Májer József úrnak. Székesfehérvár, 1813 (költ.)
- Nagys. és főtiszt. Nagy Pál úrnak… Székesfehérvár, 1813 (költ.)
- Szent István első magyar király érdemei. Nemzeti ünnepén Bécsben a t. t. kapuczinus szerzet templomában 1834. eszt. kisasszony havának 24. egyházi beszéddel fejtegette. Bécs
- Keresztény hit a világ győzedelme. Istenben elhunyt Méltgs. és Ft. Juranics Antal úr, nagy-győri püspök gyászünnepén mindszent havának 11. 1837-ben hirdette… Székesfehérvár
- Isten igazsága a keresztény főpap életében. Istenben elhúnyt Nagyméltgú Vurum Jósef úr nyitrai püspök… gyászünnepén Sz. Jakab havának 10. fejtegette. Székesfehérvár, 1838
- Az igaz kath. ker. anyaszentegyház küzdelmeiben. Székesfehérvár, 1848
- Allocutio illustr. ac. rev. dni Emerici F. Dei et apostolicae sedis gratia episcopi Alba-Regalensis ad clerum populumque dioecesanum dum 5. nov. 1851. canonice inauguraretur. Székesfehérvár
- Pásztori szava mélt. és főt. F. I. úr Isten és apostoli szék kegyelméből székesfejérvári püspöknek keresztény nyájához beigtatása alkalmával 1851. nov. 5. Székesfehérvár.
- Litterae encyclicae ill. ac rev. dni E. F. Dei et apost. sedis gratia episcopi Alba-Regalensis de salute publica ad mentem S. S D. Pii IX. P. P. die 2. Sept. 1854. Székesfehérvár
- Az esztergomi ujdon épült főtemplom felszentelve kisasszony hava 31. 1856. Egyházi beszéd. Székesfehérvár, 1856. (Németül is, ford. Eltér-Uffer Eliza. Székesfehérvár, 1857)
- Litterae encyclicae ill. ac rev. dni E. F. Dei et apostolicae sedis gratia episcopi Alba-Regalensis, ad universum clerum dioecesis Alba-Regalensis de singulari devotione indulgentiarum tempore adventus asservanda. Die 1. oktobris 1858. Székesfehérvár
- Az Úr Jézus-Krisztus üdvözítő Istenünk. Szent beszéd. Székesfehérvár, 1864, az Egyházi Tárban (XII. 1839, egyházi beszéd, melyet a bakonybéli apátság 8 százados ünnepén mondott)